# Укразія (фільм)
«Укра́зія» (інша назва «7+2») — український радянський художній німий 2-х серійний фільм.
В основі сценарію — боротьба революційного підпілля з білогвардійцями й чужоземними окупантами за матеріалами Одеського Істпарту. Денікінський офіцер-контррозвідник Енгер — у стані білогвардійців і не викликає ніяких підозр щодо своєї контрреволюційності. Але коли Енгер потрапляє до в'язниці, з якої його звільняють більшовики, стає зрозуміло, що він і є той самий червоний розвідник «7+2», якому і присвячено фільм. В Україні цей перший пригодницький фільм мав успіх.
Фільм представили на Міжнародній виставці декоративного та сучасного індустріального мистецтва (Art Deco) 1925 року, де золотими медалями були нагороджені – в майбутньому видатний оператор Данило Демуцький за серію фоторобіт та художник-оформлювач Вадим Меллер за сценографію вистави театру “Березіль”. Оригінально фільм складався з 13 новел.
Фільм вийшов на екрани Києва 24 березня 1925, Москви — 8 лютого 1926 р. 
1937 року фільм перемонтували з 5750 до 2223 метрів і скоротили до 74 хвилин (7 частин). Проте він так і не вийшов на екрани: 11 вересня 1937 року його заборонили рішенням Головреперткому при Раді народних комісарів СРСР «у зв’язку з тим, що автор сценарію Борисов виявився ворогом народу».
У 2012 році стрічку було відреставровано на Кіностудії імені Довженка, а згодом показано на фестивалі «Німі ночі 2013». 

## Знімальна група
- Режисер: Петро Чардинін
- Сценарист: Микола Борисов, Георгій Стабовий
- Оператори: Борис Завєлєв
- Художник: Олексій Уткін

## Актори
- Микола Панов
- Микола Салтиков
- Дар'я Зеркалова
- Матвій Ляров
- Василь Ковригін
- Іван Капралов
- Амвросій Бучма
- Дмитро Ердман — молодий робітник
- Павло Ґєров
- С. Нєвєров
- Костянтин Ігнатьєв
- Юрій Чернишов
- Георгій Спранце
- Леонід Хазанов
- Олександр Мальський — хазяїн китайської курильні опіуму, друга роль — дячок
- Теодор Брайнін — полковник контррозвідки
- Леонід Чембарський — офіцер контррозвідки
- Іван Горський — офіцер контррозвідки
- Осип Мерлатті — офіцер контррозвідки
- Віктор Вікторов — офіцер контррозвідки
- П. Матвієнко — робітник